# Levon Helm & The RCO All-Stars
Levon Helm & The RCO All-Stars es el primer álbum de estudio del músico estadounidense Levon Helm, publicado en 1977 por el sello discográfico ABC tras la disolución de The Band.
The RCO All-Stars fue un agregado de los músicos favoritos de Levon Helm, entre los que figuraron Dr. John, Paul Butterfield, Booker T. Jones, Donald "Duck" Dunn y Steve Crooper. La mayoría de ellos contribuyeron con composiciones al álbum, mientras que Levon Helm compuso el tema "Blues So Bad".
Las canciones, grabadas en parte en los Shangri-La Studios propiedad de los miembros de The Band, y en parte en el RCO Studio de Woodstock (Nueva York) propiedad de Levon, son en su mayoría temas de rhythm and blues alejados del sonido característico de The Band. Levon Helm & The RCO All-Stars se alzó al puesto 142 de la lista Billboard 200.
Levon Helm & The RCO All-Stars fue reeditado junto a American Son en 2008 por Raven Records.

## Lista de canciones
| N.º | Título               | Escritor(es)        | Duración |  |
| 1.  | «Washer Woman»       | Rebennack           |          |  |
| 2.  | «The Tie That Binds» | Rebennack/Charles   |          |  |
| 3.  | «You Got Me»         | Booker T. Jones     |          |  |
| 4.  | «Blues So Bad»       | Helm/Glover         |          |  |
| 5.  | «Sing, Sing, Sing»   | Earl King           |          |  |
| 8.  | «A Mood I Was In»    | F. Carter Jr.       |          |  |
| 9.  | «Havana Moon»        | C. Berry            |          |  |
| 10. | «That's My Home»     | P.D./Helm/Rebennack |          |  |

## Personal
- Paul Butterfield: armónica
- Dr. John: guitarra y teclados
- Robbie Robertson: guitarra
- Howard Johnson: cuerno
- Fred Carter: guitarra
- Jeanette Baker: voz
- Donald "Duck" Dunn: bajo
- John Flamingo: voz
- Garth Hudson: acordeón
- Booker T. Jones: teclados
- Lou Marini: saxofón
- Emmeretta Marks: voz
- Alan Rubin: trompeta